# Trentepohlia (Mongoma) saxatilis
Trentepohlia (Mongoma) saxatilis is een tweevleugelige uit de familie steltmuggen (Limoniidae). De soort komt voor in het Oriëntaals gebied.